# Необратимо
Необратимо (на френски: Irréversible) е френски игрален филм от 2002 година на режисьора Гаспар Ное. Филмът няма сюжетна последователност, а е разделен на 13 отделни сцени и съдържа множество кадри на насилие и агресия, което е една от причините филмът да придобие култов статут и да се превърне в икона на френското кино движение – „cinéma du corps“.
Във филма се използва инфразвук с цел да създаде чувство на дезориентиране и безпокойство в публиката.
Филмът става известен и с големия брой зрители, които напускат прожекциите на филма, най-вече по време на сцената на изнасилване, която продължава около 11 минути.

## Сюжет
Филмът разглежда брутално изнасилване и побой над млада французойка (Моника Белучи) в парижки подлез, което я оставя в кома, и опита за отмъщение на двама нейни приятели (Венсан Касел и Алберт Дюпонтел), които успяват да намерят изнасилвача в гей бар и да го убият като му размазват главата с пожарогасител. Впоследствие обаче се оказва, че убитият човек не е извършителят на престъплението.

## В ролите
- Моника Белучи – Алекс
- Венсан Касел – Маркус
- Албер Дюпонтел – Пиер
- Джо Престиа – Тенията
- Мурад Хима – Мурад
- Хела – Лайде (травестит)
- Джарамило – Конча (травестит)
- Мишел Гондоан – Мик